# 西8丁目-ニューヨーク水族館駅
西8丁目-ニューヨーク水族館駅（にし8ちょうめ-ニューヨークすいぞくかんえき、英語: West Eighth Street–New York Aquarium）はニューヨーク市地下鉄BMTブライトン線とINDカルバー線の乗換駅である。サーフ・アベニューと西8丁目の交差点北に位置し、終日F系統とQ系統が停車する。なお、当駅はニューヨーク市地下鉄の駅の中で最も南に位置する駅となっている。

## 歴史
当駅は1919年5月19日にコニー・アイランド-西8丁目駅 (Coney Island–West Eighth Street) として開業した。ホームは2層に分かれており、それぞれの階に相対式ホーム2面と2線を有する計4面4線の高架駅である。なお、開業したのは1919年5月19日であるが、列車の運行が開始されたのは上層階のBMTブライトン線が同年6月13日、下層階のINDカルバー線が約1年後の1920年5月1日であった。
また、下層階は1954年までブライトン線の緩行列車が使用していた。1954年までは下層階からブライトン線の次駅であるオーシャン・パークウェイ駅まで同線の緩行線が伸びていたためである。
1954年9月にニューヨークシティ・トランジット・オーソリティは当駅とニューヨーク水族館を結ぶ約700フィート（約213メートル）の歩道橋を建設すると発表した。歩道橋の建設に掛かる費用は推定50万ドルとされ、1955年11月までに完成する予定とされた。
2002年には当駅は改装を受けるニューヨーク市地下鉄10駅の中の1駅に選ばれた。
2013年8月8日に老朽化による安全性の問題から、駅から水族館への歩道橋が廃止、解体された。横断歩道と幅の広い歩道が水族館への通路となった。

## 駅構造
| 3F | 相対式ホーム、右側の扉が開く。 | 相対式ホーム、右側の扉が開く。                                |
| 3F | ブライトン線南行               | ← コニー・アイランド-スティルウェル・アベニュー駅行き（終点） |
| 3F | ブライトン線北行               | → 96丁目駅行き（オーシャン・パークウェイ駅） →                |
| 3F | 相対式ホーム、右側の扉が開く。 |                                                               |
| 2F | 相対式ホーム、右側の扉が開く。 | 相対式ホーム、右側の扉が開く。                                |
| 2F | カルバー線南行                 | ← コニー・アイランド-スティルウェル・アベニュー駅行き（終点） |
| 2F | カルバー線北行                 | → ジャマイカ-179丁目駅行き（ネプチューン・アベニュー駅） →    |
| 2F | 相対式ホーム、右側の扉が開く。 |                                                               |
| G  | 地上階                         | 出入口、改札口、メトロカード券売機                            |

駅は3階がBMTブライトン線ホーム、2階がINDカルバー線ホーム、1階が改札口となっている。
駅には2005年にヴィト・アコンチ製作のアートワーク『Wavewall』が設置された。

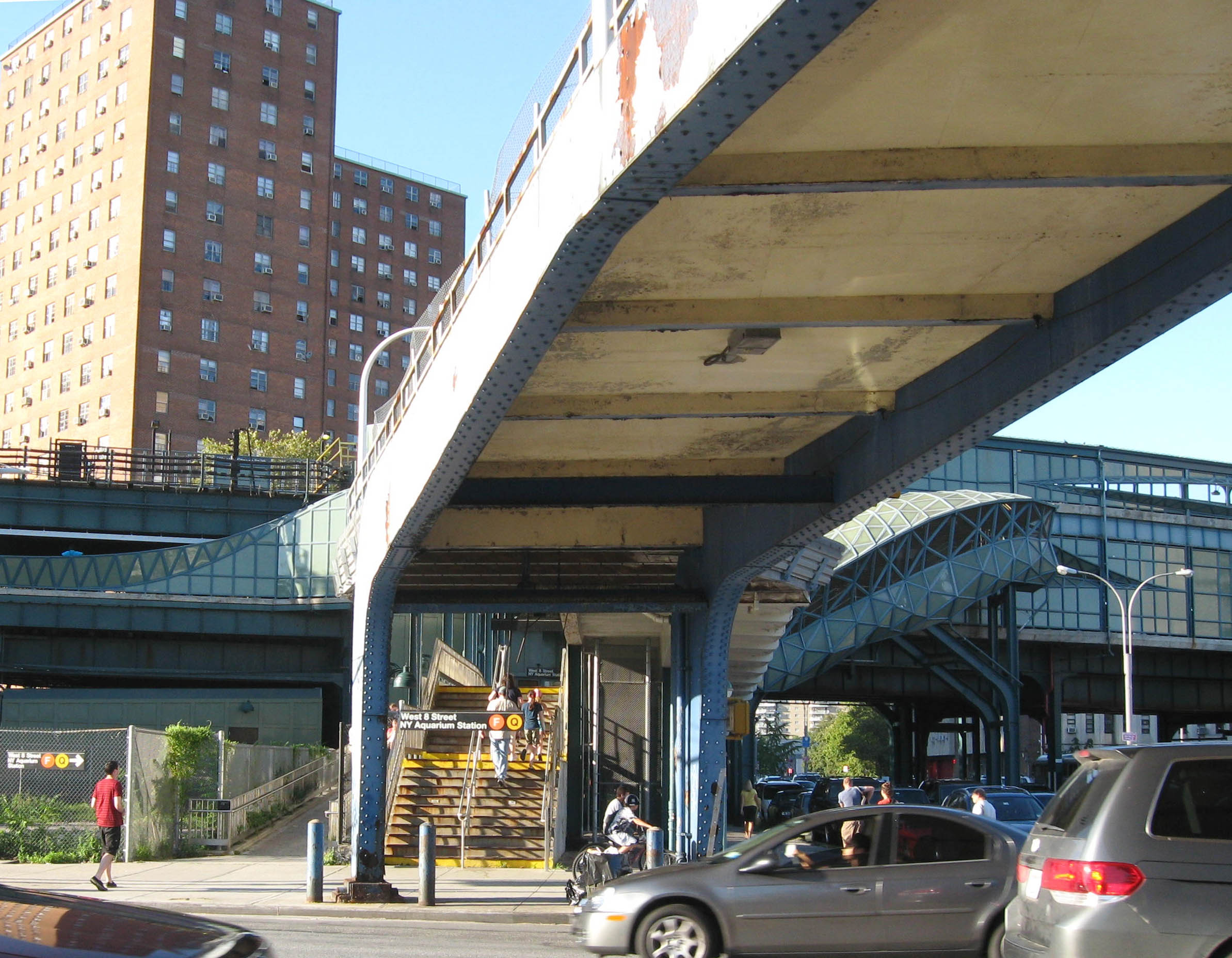
2013年8月に撤去された水族館への歩道橋

### 出口
- 主要改札口：駅南端。階段2つ、西8丁目とサーファー・アベニューの交差点北東[8]。
- 改札口：西5丁目西側、メトロカード利用者のみ入出場可[8]。

## 画像

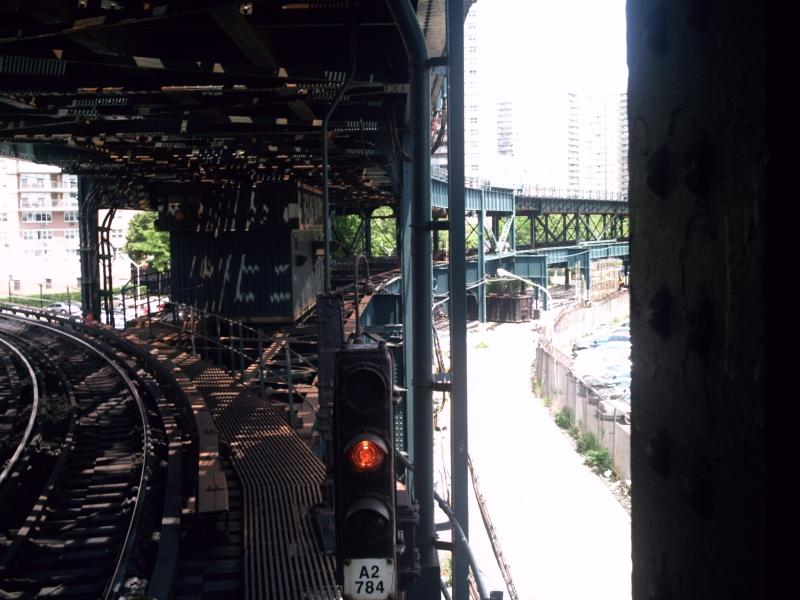
下層階からブライトン線オーシャン・パークウェイ駅方面への廃線
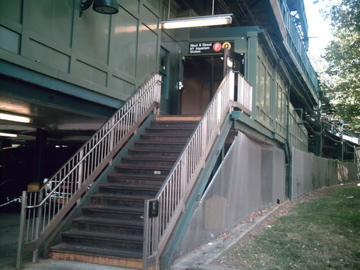
西5丁目出入口
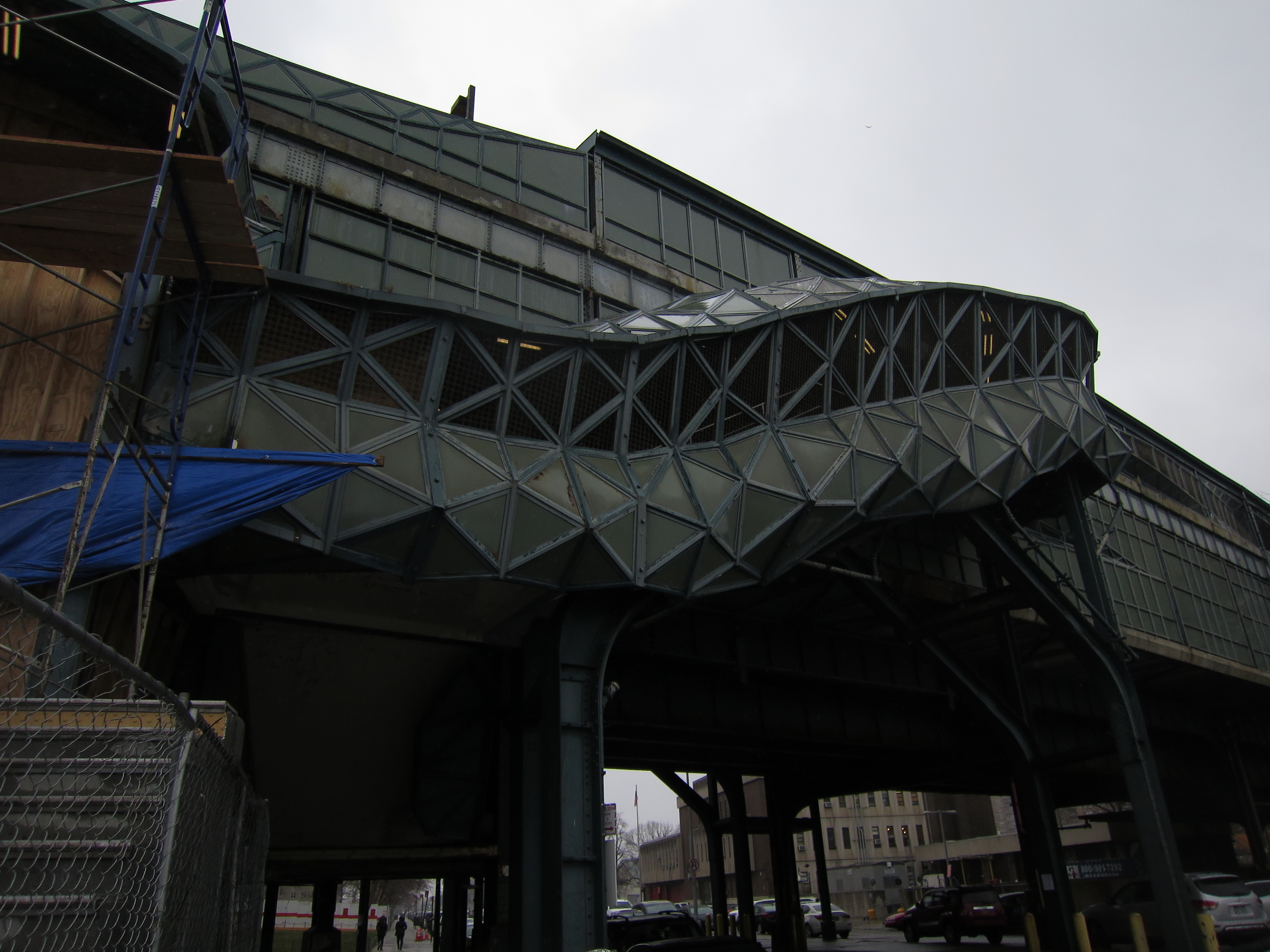
ヴィト・アコンチの『Wavewall』（階段壁面）
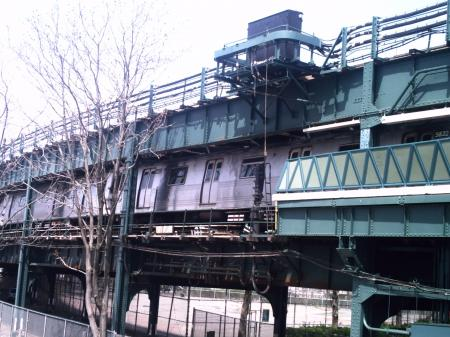
カルバー線ホームに北行F系統が到着する様子を地上から。
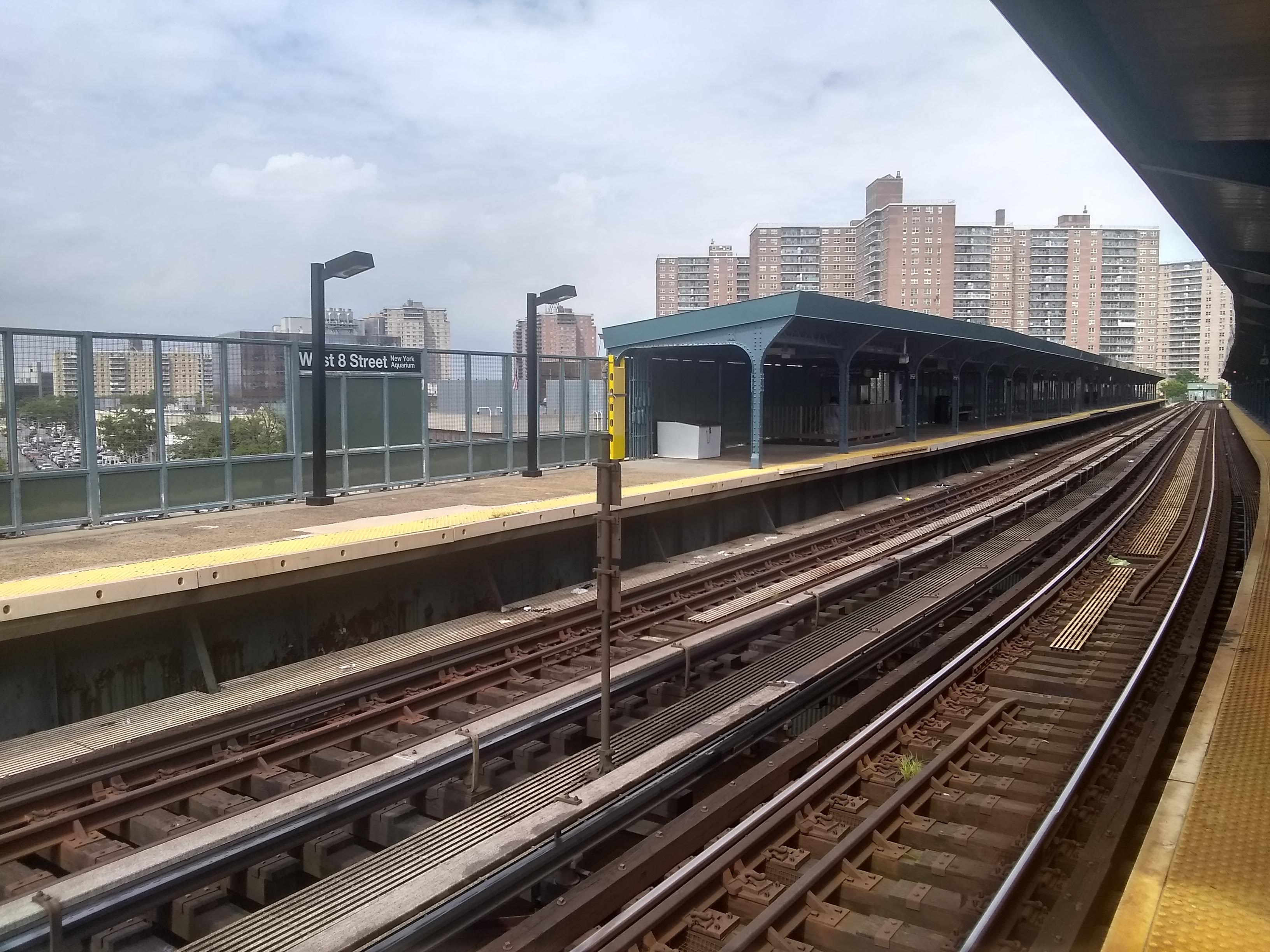
ブライトン線北行ホーム南端から北を見る
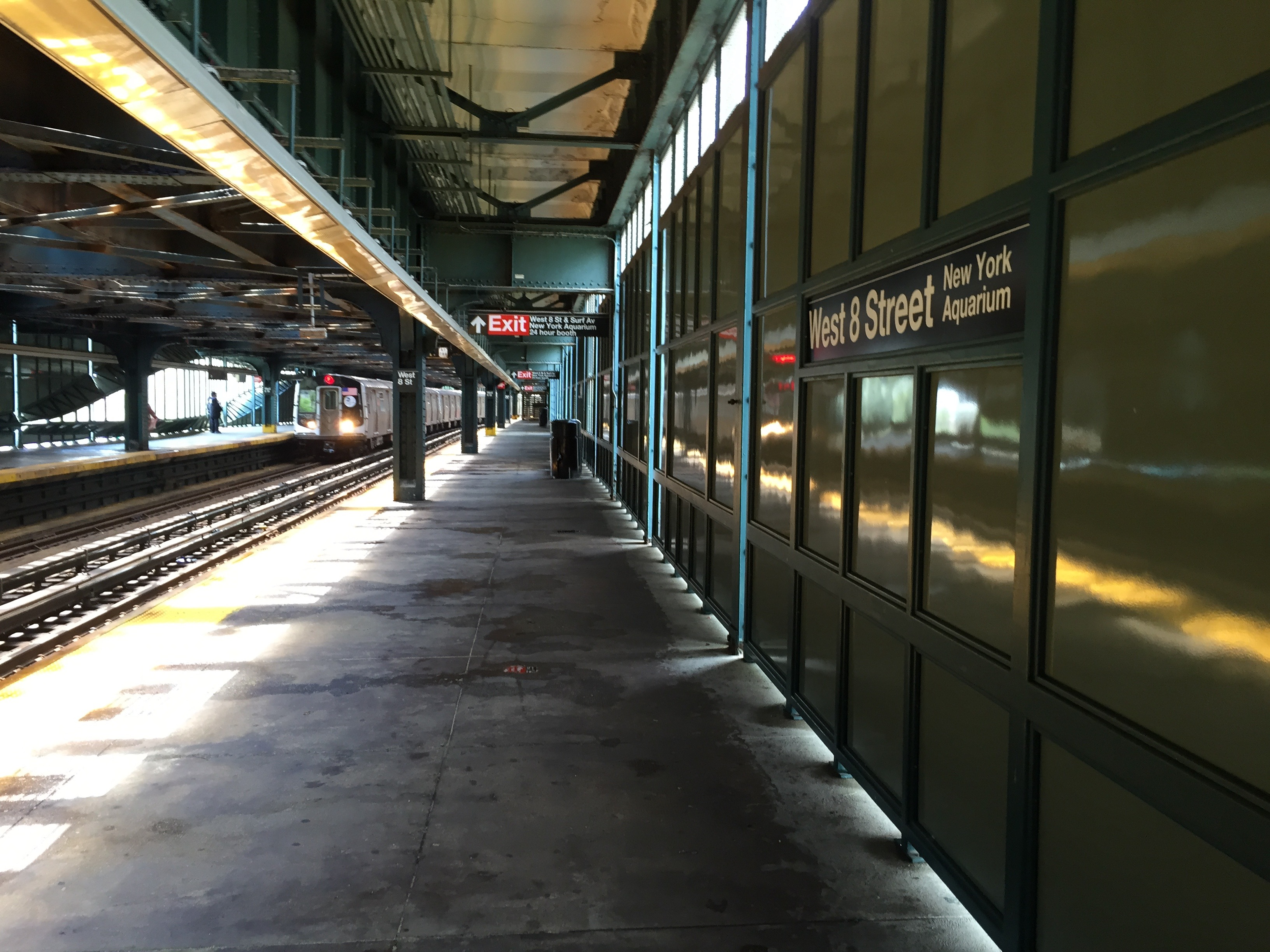
下層階のカルバー線ホーム